# Ronja

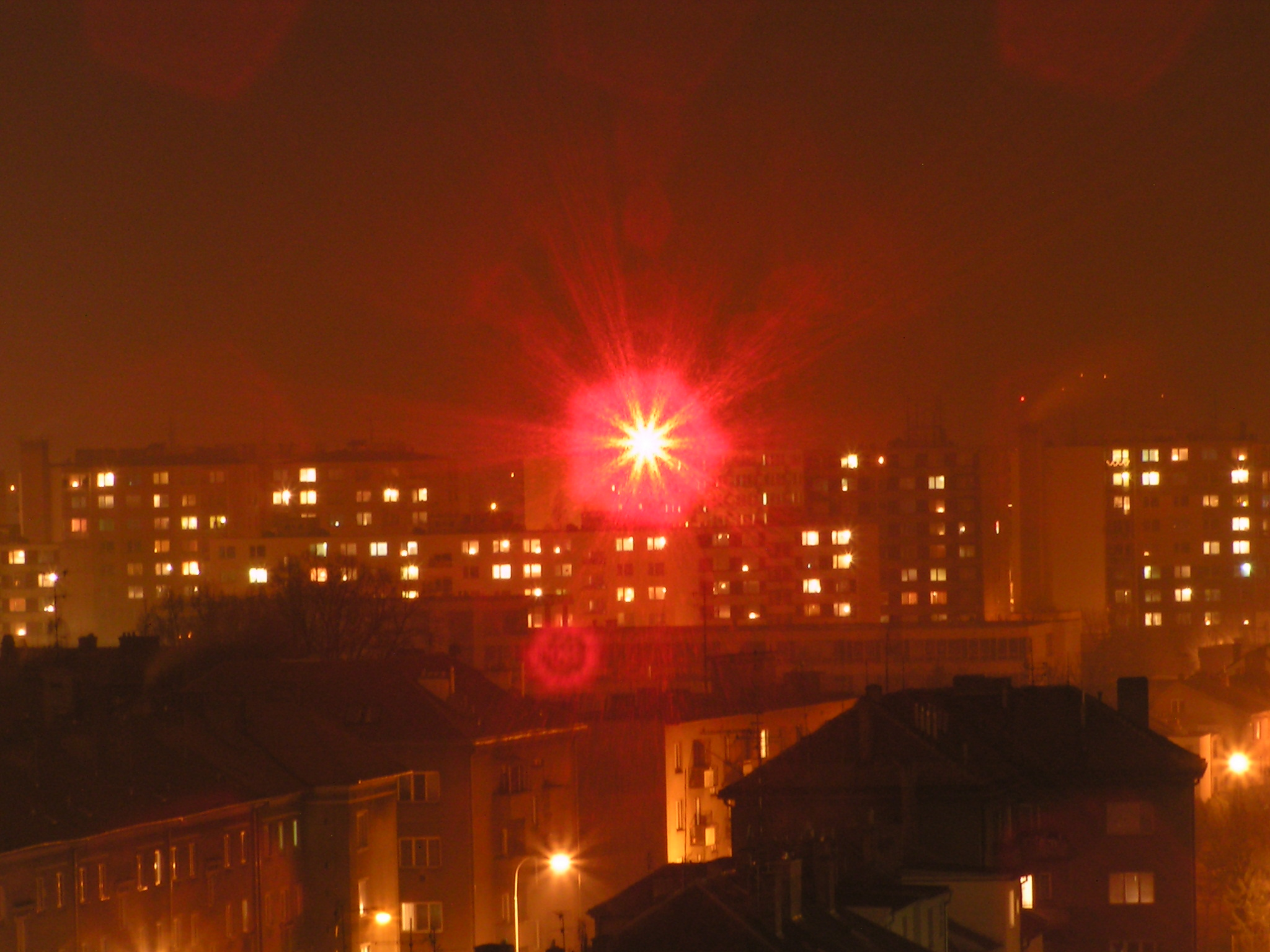
Fotografie Ronji z nočního Prostějova

Ronja je název optického zařízení, které umožňuje bezdrátově propojit dva body počítačové sítě až na vzdálenost 1400 metrů při zachování konstantní přenosové rychlosti 10 Mb/s. Připojuje se do ethernetové karty nebo switche s konektorem RJ-45.
Technologie je volně dostupná pod svobodnou licencí GFDL, vyvinul ji bývalý student Matematicko-fyzikální fakulty Univerzity Karlovy Karel Kulhavý. Název je zkratka anglických slov „Reasonable Optical Near Joint Access“, což je ve volném překladu „dostupné optické propojení na krátkou vzdálenost“.

## Princip Ronji
Ronja pracuje se světelným paprskem. Aby přenos mohl být na co největší vzdálenost, světlo se musí co nejlépe usměrnit do kužele světla s minimálním rozptylem, k tomu v Ronje slouží skleněná čočka. Jak vysílací LED, tak i přijímací fotodioda musí být v ohnisku čočky. Čočka u přijímače světelný svazek soustředí do jednoho bodu pro zvýšení citlivosti přijímače.

## Modely
Ronja TetrapolisMaximální vzdálenost 1,4 km, červené viditelné světlo. Připojení přes RJ45 konektor do síťové karty nebo switche.
Ronja 10M MetropolisMaximální vzdálenost 1,4 km, červené viditelné světlo. Připojení přes AUI.
Ronja InfernoMaximální vzdálenost 1,25 km, neviditelné infra světlo.
Ronja BenchpressJe lavice na měření soustavy dioda + čočka. Za pomoci Benchpressu může být přesně změřen zisk kombinace dioda + čočka a podle toho přesně předpovězen dosah.

## Zhodnocení Ronji
VýhodyNejvětší výhodou je za každých okolností neměnná přenosová rychlost 10 Mb/s. Data procházejí s velmi nízkými latenčními dobami, samotná Ronja má latenci 5 mikrosekund. Má velmi vysokou odolnost proti rušení a je plně kompatibilní s ethernetovými kartami s RJ45 konektorem, které jsou v dnešní době nejlevnější a nejvíce rozšířené.
NevýhodyOptický přenos může přerušit mnoho věcí, jako je mlha, silné sněžení nebo pták. Ronja musí mít mezi svými body přímou viditelnost bez překážek a je velmi pracná na výrobu.

## Porovnání s Wi-Fi
Výhody Wi-fiVýhodou technologie Wi-Fi je jednoduchá instalace a minimální nároky na údržbu a spolehlivé spojení. Wi-Fi funguje dobře i při nepříznivých meteorologických podmínkách (hustý déšť, mlha, sněžení, smog).
Nevýhody Wi-fiWi-Fi má ve standardu 802.11g maximální rychlost 54 Mbit/s, ale reálně dosahuje zhruba poloviny, protože má vysokou režii přenosového protokolu. Velkým problémem je zarušení pásma 2,4 GHz ve velkých městech (v roce 2017 i 5 GHz). Standard 802.11n definuje maximální rychlosti 150, resp. 300 Mbit/s (s MIMO). Standardy IEEE 802.11ac a 802.11ad dále navyšují dosažitelné rychlosti (za cenu využití celého frekvenčního spektra).

## Základní parametry
- Rychlost přenosu: 10 Mbit/s, full-duplex
- Maximální pracovní vzdálenost: 700 m s 90mm čočkou (1300 m se 120mm čočkou)
- Minimální pracovní vzdálenost: 1/15 maximální pracovní vzdálenosti
- Datové rozhraní: propojovací rozhraní 10BaseT (UTP) nebo AUI
- Autonegotiation: ne, běží v half-duplexu se zařízeními, která nejsou nastavená na full-duplex
- Příkon: 260mA @ 12V (3,1 W) z PC zdroje
- Vlnová délka: viditelná (625 nm) nebo infračervená (875 nm)
- Odhadovaný optický výkon: 12 mW
- Rozptyl kužele – polovina úhlu: 1,9 mrad
- Provozní vlhkost: 100 % s vyhříváním čoček výkonem 1 W
- Viditelnost: musí být zajištěna přímá optická viditelnost
- Optická modulace: 1–1,2 MHz, 50% střída mezi pakety
- Zaměřování systému: vizuální